# María Teresa Castillo
María Teresa Castillo Terán (Cúa, Venezuela, 15 de octubre de 1908-Caracas, 22 de junio de 2012) fue una activista, periodista y diputada venezolana, con una amplia trayectoria en la cultura de ese país.

## Biografía
María Teresa Castillo Terán nació en la hacienda familiar "Bagre", dedicada a la producción de café para la casa exportadora Dumlop&Cia. 
A los dos años murió su padre y la familia (María Teresa Castillo, su madre y su hermana Alicia) marchó a Caracas. En 1934 emigró al estado de Nueva York, Estados Unidos, donde trabajó en una fábrica como costurera. Intentó permanecer en ese país pero sus gestiones resultaban inútiles porque estaba sindicada como revolucionaria.

En febrero de 1935 regresó a su país. Tras la muerte del dictador Juan Vicente Gómez en diciembre de ese año, fue detenida bajo el gobierno de su sucesor Eleazar López Contreras por repartir propaganda subversiva y pasó un año detenida en la Jefatura Civil de la Pastora. Para Castillo, su país:
«pasó casi treinta años cercado por todas partes como si estuviéramos en la Edad Media. Esto era un coto cerrado del gobierno de Gómez. Aquí no había museos, casas culturales, reuniones, ¡nada de nada! Venían cosas de afuera, pero eso de crear aquí una orquesta, un grupo teatral, eso no existía.»
Así, una vez liberada se sumó al "Grupo Cero de Teoréticos" (GOT), un grupo literario creado por Carlos Eduardo Frías que aunque tildado de elitista organizaba tertulias y veladas culturales abiertas al público, cuna de la Gaceta de América dirigida por Inocente Palacios y que integró a personalidades de la llamada generación del 28.
Cuando daban los primeros pasos para crear una "Casa de Cultura" fueron contactados por María Luisa Escobar, primera mujer en ganar el Premio Nacional de Literatura, integrándose al Ateneo de Caracas cuya presidencia ocupó ininterrumpidamente desde 1958 convirtiendo la institución en una de las principales propulsoras de la actividad cultural del país.
Desde su fundación en 1941 trabajó en el periódico Últimas Noticias, junto a la primera reportera venezolana Ana Luisa Llovera. Junto a Llovera, al crearse el 24 de octubre de 1946 la Escuela de Periodismo por la Junta Revolucionaria de Gobierno presidida por Rómulo Betancourt, María Teresa Castillo se inscribió graduándose dos años después. En 1946 contrajo matrimonio con el escritor y periodista Miguel Otero Silva, amigo suyo desde 1928, cofundador de El Nacional, con quien tuvo dos hijos, Miguel Henrique y Mariana Otero Castillo.
Integró el movimiento musical Orfeón Lamas, participó en el programa de Radio Caracas Anuncios Fémina dedicado a la mujer, con Ana Massanet y Carmen Serrano, fue miembro de la Agrupación Cultural Femenina, reportera del Seminario Aquí está, y de Últimas Noticias entre 1948 y 1958, participó en el 1° Congreso de Mujeres celebrado en Venezuela, fue miembro Fundadora del CELCIT y luego Presidenta de esa institución, promovió con Josefina Juliac de Palacios la Federación de Ateneos, integró diferentes organizaciones venezolanas e internacionales dedicadas a la paz y a la defensa de los derechos humanos, tomó parte activa en congresos y movimientos internacionales, presidió el Comité de Solidaridad con Nicaragua, fue vicepresidenta de Fundanalítica, integró el Comité Internacional para el premio Mundial de la Cultura de la Unesco entre 1987 y 1988, fue miembro del Comité Asesor para la Celebración del V Centenario del Descubrimiento de América, de la Asociación Venezolana de Periodistas (1988-1989) y vicepresidenta del Comité Venezolano por los Derechos Humanos (1988-1990).
En 1973 fue fundadora junto con el director argentino Carlos Giménez del Festival Internacional de Teatro de Caracas (FITC), que se convirtió en uno de los principales del mundo. María Teresa era la presidenta del festival y Carlos Giménez el director general. Mantuvo una estrecha colaboración con Carlos Giménez, quien en su honor creó el Premio María Teresa Castillo, auspiciado por la Enciclopedia Britannica y el Ateneo de Caracas, en 1984. Fue también presidenta honoraria de la Fundación Rajatabla  creada por Carlos Giménez, uno de los principales grupos teatrales del mundo. 
En 1989 fue elegida diputada del Congreso de la República y se convirtió en la primera Presidenta de la Comisión Permanente de Cultura de la Cámara de Diputados hasta 1992, e integró la Comisión de Desarrollo Regional de la Cámara de Diputados hasta la finalización de su mandato en 1994. Fue luego miembro del Consejo Directivo de la Fundación Teresa Carreño hasta 1992, del Consejo Nacional de Teatro y del Consejo Directivo del Museo de Bellas Artes.
Integró también otras instituciones ligadas a la cultura entre las que se encuentran la Junta Directiva de: Fundación Francisco Narváez, Fundación Museo de Bellas Artes, Museo de los Niños, Fundación Vicente Emilio Sojo, Comité Venezolano para el Bicentenario de la Revolución Francesa, Federación Internacional de Mujeres, Presidencia del Consejo Mundial de la Paz, Fundación Gual y España, Camerata de Caracas, Comisión Permanente de Cultura de la Cámara de Diputados, Fundación Ballet Nacional Teresa Carreño, Fundación del Niño, Fundación Cultural y Científica Iberoamericana José Martí, Comité Asesor de la Fundación Cultural Museo del Oeste, Comité Asesor de la Fundación Cultural Colegio de Periodistas, Junta Directiva Venezolana de Televisión (Canal 8), Comisión Presidencial del Centenario de Andrés Eloy Blanco, Festival Comité Asesor de la Fundación Rajatabla, Fundación Festival de Música Popular Latinoamericana, Laboratorio Teatral Anna Julia Rojas, Fundación Casa Simón Bolívar de La Habana, Fundación Coral Caracas, Cátedra Che Guevara (Universidad Central de Venezuela), Fundación Casa de la Amistad Venezuela-Vietnam.
Apoyó a Hugo Chávez cuando estuvo preso y en su campaña presidencial, pero se convirtió luego en una decidida opositora a su gobierno. Recibió numerosos homenajes en el mundo de la cultura. La Casa de la Cultura de Chacao recibió su nombre al igual que el premio instituido por el Ateneo de Caracas y la Enciclopedia Británica, el premio al largometraje Nacional de mayor calidad artística entregado en ocasión del Festival del Cine en Mérida de 1987 y la Orden creada por la Gobernación del Estado Miranda que se otorga a los pioneros de las artes y la cultura de ese estado.

## Condecoraciones

### Venezuela
- Francisco de Miranda en 1° Clase
- Andrés Bello en 1° Clase
- Mérito al Trabajo y Botón de la Ciudad de Caracas
- Orden Gran Cordón Dr. José María Vargas
- Medalla Honor al Mérito del Distrito Federal
- Orden Vicente Emilio Sojo 1° Clase y Medalla y Botón Cecilio Acosta (Estado Miranda)
- Medalla Bernardo Dolande
- Medalla Rómulo Gallegos 1° Clase (San Fernando de Apure)
- Medalla Honor al Mérito Teresa Carreño
- Medalla Luisa Cáceres Arismendi (Estado Aragua)
- Orden Francisco Fajardo en 1° Clase (Distrito Federal)
- Orden Argelia Laya, Insignia de Oro del Municipio Libertador
- Orden Carmen Clemente Travieso
- Orden Saman de Aragua 1° Clase (Gobernación del Estado Aragua)
- Medalla de Oro Unión de Mujeres Americanas
- Medalla Casa de la Amistad Venezolana-Soviética
- Orden Leal y Heroica (Ocumare del Tuy)
- Orden del Municipio Libertador, Orden Luisa Cáceres de Arismendi (Asamblea Legislativa del Estado Nueva Esparta)
- Orden Guaicaipuro (Concejo Municipal del Distrito Guaicaipuro del Estado Miranda)
- Orden Francisco Esteban Gómez
- Orden Guariarepano (Municipio Libertador)
- Medalla Escudo de la Ciudad Concejo Municipal (Municipio José Félix Ribas, Aragua)
- Botón de Oro Ilustre Colegio de Abogados del Distrito Federal
- Orden Miranda Honor y Mérito 1° Clase (Gobernación del Estado Miranda)
- Orden Comunidad del Municipio Chacao
- Orden Libertador en la categoría Comendador
- Orden Cristóbal Mendoza 1° Clase (Estado Trujillo)
- Orden Mariscal Juan Crisóstomo Falcón en 1° Clase (Falcón)
- Orden Municipalidad de Baruta (Estado Miranda)
- Orden Universidad Central de Venezuela

### Extranjero
- Dama de la Orden de Isabel la Católica (España)
- Medalla y Botón de Oro Alejo Carpentier (La Habana, Cuba)
- Medalla y Botón Haydée Santamaría (Consejo de Estado de Cuba)
- Orden Félix Varela (Cuba)
- Orden José Martí (Cuba), Medalla y Botón Orden al Mérito (Bogotá, Colombia)
- Medalla Educación (Chile)
- Orden de las Artes y de las Letras (Ministerio de la Cultura y de la Comunicación, Francia)
- Orden al Mérito de la República Italiana en las categorías de Cavaliere y de Commendatore (Italia).[1]

## Honores
María Castillo tiene una calle en Salou, en la provincia española de Tarragona. La calle se llama Carrer de María Castillo.